# Ida Haugsted
Ida Haugsted (født 1940) er en dansk arkæolog og kunsthistoriker, som især beskæftiger sig med arkitekturhistorie.
Hun er datter af kommandør Find Haugsted og Else Haugsted, født Lauritzen og voksede op i Nyboder. Hun er uddannet mag.art. i klassisk arkæologi fra Københavns Universitet og er fondssekretær i Bergiafonden. Hun har været bidragyder til seneste udgave af Weilbachs Kunstnerleksikon.[kilde mangler]

## Forfatterskab
- Bidrag til Helle Salskov Roberts (red.): En kvindes chancer i Oldtiden, Museum Tusculanums Forlag & Institut for klassisk filologi 1977. Bind 13 af Opuscula Graecolatina.
- Hippodamos fra Milet: Antikke græske byplaner fra det 5. årh. f. Kr, København: Kunstakademiets Arkitektskole 1978.
- The architect Christian Hansen: Drawings, letters and articles referring to the excavations on the Acropolis 1835 - 37, Rom: Accademia di Danimarca 1983.
- Dagbogsblade og tegninger fra Athen 1853 [af H.C. Stilling], Grafia Ordenen 1985.
- (sammen med Margit Bendtsen): Arkitekten Christian Hansen i Grækenland 1833-50: Kunstakademiets Bibliotek, april-august 1986, Charlottenborg, Kongens Nytorv, København.
- Hanne Fischer tegner og fortæller: Et uhøjtideligt studie af hverdagslivet i Athen i 1840erne, København: Museum Tusculanums Forlag 1987.
- Fotograf Piil's daguerreotypi af C.J. Thomsen, 1988.
- (udgiver): Danmarks første daguerreotypist Christian Tuxen Falbe: Brevveksling mellem Christian VIII, Falbe og H.C. Ørsted, Dansk Fotohistorisk Selskab 1989.
- Nutidig dansk lertøj, 1990.
- Arkitekt Theophilus Hansens dagbog og brødrene Dalhoff - et samarbejde mellem kunstner og håndværkere, 1991.
- Nutidig dansk lertøj: Felix Møhl ... [et al.], Röhsska Konstslöjdmuseet 1992.
- Tryllehaven Tivoli: Arkitekten H.C. Stillings bygninger og den ældste have, København: Museum Tusculanums Forlag 1993. ISBN 8772892382
- Hugo Matthiessens Køge: Fotograferet oktober 1914, Hikuin 1993. ISBN 8787270609
- Potter, skitser og flisebilleder: Pottemageren Buller Hermansen, Tønder Museum 1994.
- Sorøgraven og 1800-tallets Absalonbillede, Roskilde Museum 1996.
- (sammen med Hakon Lund): Københavns Rådhus, København: Magistratens 6. afdeling 1996. ISBN 8798613707
- Dream and reality: Danish antiquaries, architects and artists in Greece, Archetype 1996. ISBN 1873132751
- "L.A. Winstrups rejse til Island", Architectura, 20 (1998).
- Den Rene Smag. Blandt håndværkere og kunstnere i guldalderens København, København: Nyt Nordisk Forlag Arnold Busck 1999. ISBN 8717068363
- (sammen med Helge Erlandsen): Frederiksberg gennem tiderne: Frederiksberg banegård og jernbanearkitekturen 1844-1864, Bind 25, Frederiksberg: Historisk-topografisk selskab for Frederiksberg 2002. ISBN 8787477017
- Søetatens Pigeskole i Nyboder, Bygningskulturelt Råd 2003.
- Nye Tider. Historicisme i København, København: Nyt Nordisk Forlag Arnold Busck 2003. ISBN 8717037042
- Italiens smukkeste Egn. Dansk guldalder i Albano, Frascati og Nemi, København: Nyt Nordisk Forlag Arnold Busck 2003. ISBN 8717070880
- Arkitekten Christian Hansen: "At vende tilbage til Fædrelandet med mange gode Erfaringer", Bogværket 2009. ISBN 8792420087
- Nyboder: Det Frie Folk 1750-1850, København: Nyt Nordisk Forlag Arnold Busck 2012. ISBN 8717042844